# Камелия Николова
Камелия Николова Мечанова (Николова), известна като Камелия Николова е български театровед, театрален изследовател и театрален критик. Професор по история на европейския театър в Националната академия за театрално и филмово изкуство „Кръстьо Сарафов“ и професор по театрознание в Института за изследване на изкуствата към БАН.

## Биография
Камелия Николова завършва 8-а гимназия „Васил Левски“ в София с профил английски и математика през 1978 г. Следва българска филология в  Софийския държавен университет (1978 – 1979). През 1979 г. е приета в специалност „Театрознание“ във ВИТИЗ „Кръстьо Сарафов“, където се дипломира като магистър през 1984 г. с дипломна работа върху драматургията на Петко Тодоров, Антон Страшимиров и Пейо Яворов. Специализира върху теоретичното наследство на Едуард Гордън Крейг в Лондон (1993) и в Глазгоу (1994). Доктор по театрознание с дисертация на тема „Произход и естетически основания на театралната режисура“ (1993), доцент по История на европейския театър в НАТФИЗ (1999) и доцент по театрознание в Института за изследване на изкуствата, БАН с хабилитационен труд „Експресионистичният театър и езикът на тялото“ (2001). Доктор на науките (изкуствознание) с дисертация на тема „Модерната европейска драма в Народния театър между двете световни войни“ (2004).
От 2006 г. е професор по История на европейския театър в НАТФИЗ с труда „Театърът на границата на ХХ и ХХІ век“ и професор по театрознание в Института за изследване на изкуствата, БАН с изследването „Британската драма 1945 – 1989“.
Ръководител на катедра „Театрознание“ в НАТФИЗ (преизбрана през 2016); член на Международната организация за европейска драма „The Fence“ (от 2003), член на Комисията за публикации и комуникации (PCC) на OISTAT и на Международната асоциация на театралните критици IATC (от 1999). Гост професор по История на драмата и театъра в НХА „Николай Павлович“, в Нов български университет, Литовската академия за музика, кино и театър и други университети.
Театрален редактор в седмичника „Литературен вестник“ (от 1997). Редактор в сп. Homo Ludens (от 2000), сп. „European Journal of Arts Education“ (1999 – 2001), сп. „Следва“ (от 2000), главен редактор на Годишник на НАТФИЗ (от 2001) и заместник главен редактор на сп. „Проблеми на изкуството“ (от 2007). Член на международния организационен комитет на ежегодния международен научен форум „Изкуствоведски четения/Art Readings“на Института за изследване на изкуствата към БАН. Участник в научноизследователски проекти и научни конференции в България, Обединеното кралство, САЩ, Полша, Австрия, Унгария, Чехия, Словакия, Франция, Германия.
Камелия Николова е автор на десет самостоятелни книги, редица колективни томове, както и на много студии и статии в областта на историята на българския и европейския театър, теорията на драмата и представлението, съвременното театрално развитие и сравнителните и интердисциплинарните театрални изследвания. Особено известни сред тях са монографиите ѝ „Другото име на модерния театър (1995), „Експресионистичният театър и езикът на тялото“ (2000) и „Българският театър след 1989 и новата британска драма“. Нейни текстове са публикувани на повече от десет езика.
Омъжена е, има един син.

## Награди
- 1996 – Награда за театрална теория и критика на Съюза на артистите в България за книгата „Другото име на модерния театър“ (1995)
- 1996 – Награда АСКЕЕР за театрална критика
- 2001 – Награда за театрална теория и критика на Съюза на артистите в България за книгата „Експресионистичният театър и езикът на тялото“ (2000)
- 2007 – Награда ИКАР за театрална теория и критика на Съюза на артистите в България за „Българското драматургично наследство – нови прочити“ (2006, с колектив)
- 2010 – Награда ИКАР за театрална теория и критика на Съюза на артистите в България за книгата „Британската драма 1945 – 1989“ (2009)
- 2012 – Награда ИКАР за критически текст за „История на българския театър. Том ІV. История на българския театър между двете световни войни“ (2011, с колектив)
- 2013 – Награда „Златна маска“ на Драматичен театър-Варна за театрална критика
- 2014 – Награда ИКАР за критически текст за книгата „Българският театър след 1989 и новата британска драма“ (2013)
- 2016 – Награда „Златен век“ на Министерството на културата